# Örebro Tidning (1881)
Örebro Tidning kom ut 22 juni 1881 till 27 mars 1886 27/3 och sedan på nytt 2 oktober 1886 till 2 mars 1900. Titeln hade tillägget Nyhets- och Annonsblad för Örebro stad och län, Organ för Örebro stad och län, Nyhets- och Annonsblad, Första dagliga Nyhets- och Annonsbladet för Örebro stad och län.

## Tryckning
Tidningen trycktes i Örebro av Tryckeriaktiebolags tryckeri 1881 till 29 november 1883 sedan i Gustaf Blomquists tryckeri 1 december 1883  till 20 juni 1888. Sen tog Sten Söderlings tryckeri över 3 juli 1888 till nedläggningen 1900. Bara typsnittet antikva användes.  

## Utgivning
Tidningen kom ut 2 gånger i veckan tisdagar och lördagar 1881och onsdagar och lördagar 2 oktober 1886 till 2 november 1889.Sen kom den ut tre gånger i veckan tisdag, torsdag och lördag 1882 till 27 mars 1886. Från 5 november 1889 till 31 december 1890 var den fyradagarstidning måndag, tisdag, torsdag och lördag. Från 2 januari 1891 till 1900 var den en sexdagarstidning. Tidningen hade 4 sidor i folio med 6 spalter, 48 -54 x 37 - 38 cm satsyta, omväxlande med 7 spalter på 48 - 59,5 x 43,5 cm 1883 till 1886 samt från 1891, 4 spalter, satsyta 38 x 25 cm 1891 och 8 spalter på satsytan 65,5 x 50 cm  från 1894.Priset var 1 krona 20 öre juli till december 1886 sedan 4 kronor 80 öre 1887-188 88 och 1895-1899, samt  4 kronor 1889, 1892-1894, 5 kronor 1890, 1891 och 6 kronor 1900.
Av huvudbladet gavs 1888 ut en upplaga där en upplaga av  Senaste Nyheter infördes.
Med torsdagsnumren följde såsom bilaga: Bergslags-Bladet 3 juli 1884 till 11 december 1884.
Örebro tidning gavs också ut  Veckoupplagan af Örebro Tidning 18 december 1884 till 24 mars 1886 en gång i veckan onsdagar med 4 sidor i folio och 7 spalter 58,8 x 43,5 cm till priset av 3 kronor. Vidare utgavs en Halfveckoupplaga 11 april 1899 till 27 februari 1900 2 dagar i veckan tisdagar och fredagar  i folio  med 6 spalter spaltyta 54,2 à 60 x 36,5 cm till priset 1 krona och 20 öre.

## Redaktion och medarbetare
Utgivningsbevis för Örebro Tidning utfärdades för redaktören Erik Gottfrid Hallgren 31 maj 1881 och sedan för  litteratören Gustaf Blomquist 16 november 1883,  redaktören Nils Brynolf Hjorth 28 juli 1885  och boktryckerifaktorn Sten Erik Söderling 25 januari 1886  som även varit tidningens redaktörer. 
Lektor P. G. Lyth var medredaktör från 1 december 1883 till januari 1885 och januari till mars 1900. Redaktionssekreterare var  A. G. Lindquist 1882-1883, A. G. Nilsson  februari 1887 till 30 mars 1889, Albert Östling 9 april 1889 till 28 november 1899. Medarbetare Gustaf Blomquist 1881 till 29 november 1883, J. Gustaf Malmkvist 1893-död 17 november 1898,  J. P. Rydelius januari till maj 1885, Carl G. A. Strandberg 1893-1900 och Lars Larsson Wiik 1898-18 maj 1899, Erik Person Vrang januari 1889 till 15 december 1899,och slutligen  Sigurd Söderling 21 oktober 1899 till 2 mars 1900.